# ? (film)
Pour les articles homonymes, voir ? (homonymie).
Pour plus de détails, voir Fiche technique et Distribution.
? (ou Tanda Tanya, pour Point d'interrogation) est un film indonésien du réalisateur Hanung Bramantyo sorti en 2011.

## Fiche technique
- Titre : ?
- Titre original : ? (ou Tanda tanya)
- Réalisateur : Hanung Bramantyo
- Photographie : Yadi Sugandi
- Musique : Tya Subiakto Satrio
- Montage : Cesa David Luckmansyah
- Producteurs : Hanung Bramantyo, Celerina Judisari (id)
- Société de production : Dapur Film (id), Mahaka Pictures (id)
- Langue originale : Indonésien
- Durée : 100 minutes
- Date de sortie : 
  -  Indonésie : 7 avril 2011

## Distribution
- Reza Rahadian : Soleh
- Revalina S. Temat : Menuk
- Agus Kuncoro (id) : Surya
- Endhita (id) : Rika
- Rio Dewanto (id) : Hendra
- Henky Solaiman (id) : Tan Kat Sun
- Deddy Sutomo (id)

## Distinctions
- Festival du film asiatique Jogja-NETPAC : Golden Hanoman Award :  Hanung Bramantyo